# Víska u Jevíčka
Víska u Jevíčka é uma comuna checa localizada na região de Pardubice, distrito de Svitavy.